# Viola orbiculata
Viola orbiculata är en violväxtart som beskrevs av Carl Charles Andreas Geyer och Asa Gray. Viola orbiculata ingår i släktet violer, och familjen violväxter. Inga underarter finns listade i Catalogue of Life.

## Bildgalleri

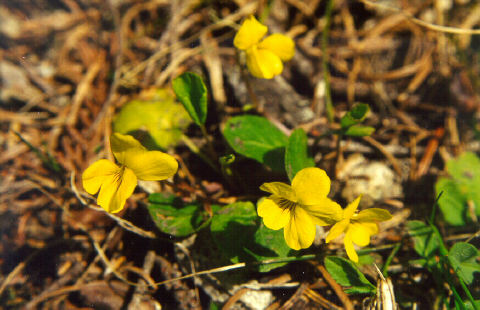